# Japanische Invasion Javas
1. Borneo – Tarakan – Celebes – Balikpapan (See) – Balikpapan (Land) – West-Borneo – Samarinda (Ost-Borneo) – Banjarmasin (Süd-Borneo) – Ambon – Straße von Makassar – Sumatra – Palembang – Badung – Timor – Bali – Riau-Inseln – 1. Javasee – Sundastraße – Java – 2. Javasee – Niederländisch-Neuguinea – Kleine Sundainseln – Molukken – 2. Borneo
1941

Thailand – Malaiische Halbinsel – Pearl Harbor – Hongkong – Philippinen – Guam – Wake – Force Z – Borneo
1942

Burma – Rabaul – Singapur – Sumatra – Timor – Australien – Java – Salamaua–Lae – Bougainville/Buka – Shortland-Inseln – Indischer Ozean – Port Moresby – Tulagi – Korallenmeer – Midway – Nordamerika – Buna-Gona – Kokoda-Track – Nauru/Ocean Island
Die Japanische Invasion Javas (Operation „J“) fand vom 1. bis zum 10. März 1942 im Rahmen des Pazifikkriegs in Südostasien statt und führte zum Fall der kompletten kolonialen Besitzungen der Niederländer in diesem Raum.

## Vorgeschichte
Am 11. Januar 1942 hatte das Kaiserreich Japan den Niederlanden den Krieg erklärt. Die Einnahme von Palembang und die Besetzung Südsumatras zerstörte die letzte Hoffnung der Alliierten, Java adäquat verteidigen zu können. Die Invasion wurde innerhalb kürzester Zeit erwartet und die zivilen Flüchtlingsströme aus Surabaya und Batavia wurden immer größer. In Tanjung Priok, dem Hafen von Batavia, trafen sie auf die aus Sumatra und Singapur übersetzenden Soldaten, Piloten und Überlebenden. Als Folge waren die Kais und umliegenden Straßen übersät mit den ausgeladenen Rüstungsgegenständen und anderen Gütern und oftmals vollständig blockiert. Die Stadt war schnell mit den neu angekommenen Soldaten und Flüchtlingen überfüllt. Dazu kamen die niederländischen Truppen, die sich auf die Verteidigung der Insel vorbereiteten. Allein zwischen dem 12. und 18. Februar 1942 trafen rund 12.000 geflüchtete Angehörige der Air Force ein. Diejenigen, die zusammen mit vielen Zivilisten aus Singapur auf Schiffe gelangt waren, hatten heftige japanische Luftangriffe hinter sich und ihre komplette Ausrüstung zurücklassen müssen. Meist waren die einzelnen Einheiten vollständig auseinandergetrieben worden. Auch die aus Sumatra Eingetroffenen hatten die Flugfelder bei Palembang überstürzt verlassen müssen und kaum Ausrüstung dabei, als sie in Oosthaven die Schiffe bestiegen.
Zusätzlich war allerdings eine beträchtliche Anzahl an Flugzeugen auf den Flugfeldern in West-Java eingetroffen. Die Zeit war aber viel zu kurz, um das Bodenpersonal wieder neu aufzustellen. Die Jäger und Bomber wurden eilig nach Typen in Schwadronen zusammengestellt und auf Flugfeldern in Tjililitan bei Batavia, Semplak bei Buitenzorg und in Tjikampek und Kalidjati nördlich von Bandung stationiert. Zusätzlich wurden eiligst zwei Radarstationen im Raum Batavia errichtet, Flugabwehrgeschütze aufgestellt und provisorische Einsatzleitstände eingerichtet. Trotz der neu eingetroffenen Maschinen, von denen nur etwa ein Drittel einsatzfähig war, lag die Überlegenheit der Japaner bei 10:1.
Nachdem das ABDACOM am 22. Februar aufgelöst worden war, kam Winston Churchill mit Sir Archibald Wavell zu der gemeinsamen Überzeugung, dass Java nicht kampflos an die Japaner fallen sollte. Trotzdem legten die Briten ihr Hauptaugenmerk auf die Nachschublieferungen für Burma und Indien. Das Hauptkommando zur Verteidigung Javas ging auf die Niederländer über. Churchill sandte Vize-Luftmarschall Sir P. C. Maltby, der sich auf Java befand, am Folgetag die Botschaft:

“I send you and all ranks of the British forces who have stayed behind in Java my best wishes for success and honour in the great fight that confronts you. Every day gained is precious, and I know that you will do everything humanly possible to prolong the battle.”

Die Hauptaufgabe Maltbys war, die Luftverteidigung so lange aufrechtzuerhalten, wie das Material ausreichte, und alles dafür zu tun, um möglichst viele Soldaten und Personal nach Ceylon oder Australien zu evakuieren.

## Stationierte Einheiten
Insgesamt standen für die Verteidigung Javas 25.000 Angehörige der KNIL zur Verfügung. Sie waren unterteilt in vier Infanterieregimenter, von denen jedes aus drei Bataillonen mit Artillerie, Hilfs- und Garnisonstruppen bestand. Die einzigen vertrauenswürdigen einheimischen Truppen waren aus ambonesischen und menadonesischen (Nord-Celebes) Soldaten zusammengestellt, die schon über die letzten Jahrzehnte den Niederländern loyal zur Seite gestanden waren. Da die Nachschublieferungen aus den Niederlanden seit deren Niederlage 1940 gegen Hitler abgerissen waren und die Alliierten fast ausschließlich die jeweils eigenen Einheiten versorgten, verfügte die KNIL kaum über Panzer und gepanzerte Wagen und andere moderne Waffen. Zu den regulären Einheiten kamen noch rund 40.000 Soldaten der Heimatgarde von relativ fragwürdigem Wert. Obwohl mit Gewehren und Tommy Guns ausgerüstet, waren sie sehr schlecht ausgebildet und hatten kaum Erfahrung in taktischen Fragen.

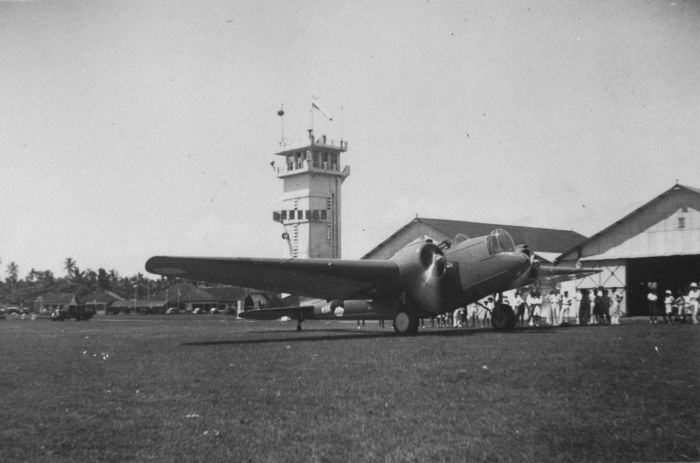
Glen Martin Bomber der ML-KNIL auf dem Flugfeld Andir bei Bandung

Das erste australische Korps, das aus dem Mittleren Osten zurückkam, war zur Stationierung auf Java vorgesehen. Es sollte über Oosthaven auf Sumatra Ende Februar eintreffen, konnte dann aber seine teilweise Einsatzbereitschaft frühestens Mitte März und die volle Kampfstärke sogar erst im April erreichen.
Auch britische Einheiten waren auf Java vertreten. Sie verfügten über 25 leichte Panzer und fünf Luftabwehrregimenter, von denen zwei keinerlei Waffen besaßen. Insgesamt befanden sich etwa 3.500 britische Soldaten und 2.500 indische Bedienstete auf Java.
Die US-Amerikaner hatten nur eine kleinere Einheit auf Java stationiert. Sie bestand aus den 750 Männern des 2. Artilleriebataillons des 131. Feldartillerieregiments der texanischen Nationalgarde. Sie waren am 11. Januar in Surabaya eingetroffen. Dazu kamen einige geflüchtete B-17 Bomber von den Philippinen, die mit weiteren Piloten und Kopiloten, sowie Bodenpersonal besetzt waren.
Die Versuche, die Luftverteidigung der Insel durch Verlegung von Jagdflugzeugen aus Australien zu verstärken, waren weitgehend erfolglos. So scheiterten mehrere Überführungsflüge durch schlechtes Wetter oder japanische Gegenmaßnahmen (vgl. Luftangriff auf Darwin) und am 27. Februar wurde der Seeflugzeugträger Langley mit 32 Curtiss P-40 an Bord von japanischen Flugzeugen versenkt.

## Operation „J“
Zur Besetzung Javas teilten die Japaner ihre Kräfte in eine West- und Osteinsatzgruppe, die beide unter dem Oberkommando von Vizeadmiral Takahashi Ibō standen, der auf seinem Flaggschiff, dem schweren Kreuzer Ashigara, nach Süden lief. Am 19. Februar verließ die 48. Division in 41 Transportern Jolo in den Südphilippinen und setzte Kurs nach Süden. Sie wurden von dem leichten Kreuzer Naka und sechs Zerstörern unter Konteradmiral Shōji Nishimura begleitet. Nachdem sie am 23. Februar in Balikpapan die 56. Regimentsgruppe aufgenommen hatten, stieß am Ende der Makassarstraße eine weitere Begleitgruppe zu ihnen, die aus zwei schweren Kreuzern und der 2. Zerstörerflottille bestand. Unter dem Kommando von Konteradmiral Takeo Takagi setzte diese Begleitgruppe sich an die Spitze des Konvois Richtung Ostjava.
Der Westkonvoi stach am 18. Februar von der Cam Ranh Bay in Indochina in See. Auf 56 Transportern befanden sich das Hauptquartier der 2. Division der 16. Japanischen Armee direkt von den japanischen Hauptinseln und das 230. Infanterieregiment der 38. Division aus Hongkong. Als Begleitgruppe diente die 5. Zerstörerflottille, die am 26. Februar um die 7. Kreuzerschwadron, die 3. Zerstörerflottille und einem leichten Flugzeugträger unter Konteradmiral Takeo Kurita ergänzt wurde.
Um alliierten Schiffen aus dem Indischen Ozean ein Eingreifen unmöglich zu machen, lag eine Deckungsflotte unter Vizeadmiral Nobutake Kondo am südlichen Ausgang der Lombokstraße. Sie bestand aus vier Flugzeugträgern und vier Schlachtschiffen, die in den Folgetagen dreizehn alliierte Transporter bei Tjilatjap versenkten, die Weihnachtsinsel, eine britische Besitzung etwa 480 Kilometer südwestlich von Java, beschossen und dann wieder zur Staring Bay auf Celebes zum Auftanken zurückkehrte. Zusammen mit den zwei Schlachtschiffen, vier Flugzeugträgern, zwei schweren Kreuzern und einer großen Anzahl an Zerstörern der Kidō Butai unter Vizeadmiral Chuichi Nagumo setzte sie am 25. Februar Kurs auf den Indischen Ozean, um die alliierte Fluchtroute südlich von Java zu kontrollieren.
Nur einige Tage nach dem Fall Palembangs trafen am 20. Februar Berichte über eine 90 Schiffe große Flotte vor Jolo im Hauptquartier auf Java ein. Als weiterer Sammelpunkt für eine Invasionsflotte wurde Muntok auf Bangka vor Sumatra angegeben. Vier Tage später verdichteten sich die Anzeichen zur Gewissheit, als eine große Transporterflotte mit Eskortierung in der Malakkastraße auf Südkurs gemeldet wurde. Ihr Eintreffen wurde für den Abend des 27. Februar berechnet und als Invasionsorte vermuteten die Alliierten in Westjava die Buchten westlich von Batavia bis zur Sundastraße und in Ostjava die Strände nördlich von Surabaya. Eine Landung in Mitteljava wurde zwar als möglich erachtet, jedoch weitestgehend ausgeschlossen. Auf diesen Annahmen beruhte auch der niederländische Verteidigungsplan für die Insel. Die verfügbaren Bomber sollten die Transporter der Japaner möglichst weit auf See angreifen. Eine zusammengestellte maritime Eingreifflotte, bestehend aus den ehemaligen Schiffen der ABDA-Flotte, war zum Angriff auf die Konvois bei ihrem Eintreffen vor der Küste vorgesehen. Der Hauptteil der Einsatzkräfte auf der Insel war im Westen konzentriert. Dort hauptsächlich zur Verteidigung des wichtigen Hafens von Batavia und dem Parlamentssitz in Bandung. Nur ein paar kleinere Einheiten waren in Mitteljava stationiert, während in Ostjava ein besonderes Augenmerk auf die Verteidigung des Militärhafens von Surabaya gelegt wurde. Die relativ untrainierte Heimatgarde war an strategisch wichtigen Punkten zu deren Verteidigung postiert worden. Sollten die Japaner nach ihrer Landung nicht an den Stränden aufgehalten werden können, waren Rückzugslinien vorbereitet worden, die durch zur Sprengung vorbereitete Brücken vor einem schnellen Vordringen der Japaner geschützt waren. Dies waren die Brücken im Osten auf der Straße von Surabaya nach Malang und im Westen die beiden Straßen, die nach Batavia und von dort nach Bandung führen, wo der abschließende Verteidigungskampf stattfinden sollte.
Die Briten konzentrierten ihre Einheiten um die Flugfelder, da ihr größtes noch verfügbares Kontingent in den von Sumatra geflohenen Kampfflugzeugen bestand. Nur das 77. Schwere Flugabwehrregiment wurde zur Verteidigung von Batavia abkommandiert. Zwei australische Bataillone und ein eiligst zusammengestelltes drittes Bataillon bildeten zusammen mit einer Schwadron der 3rd Hussars, einer australischen Pioniergruppe und einer britischen Meldesektion, eine mobile Eingreifgruppe unter dem Kommando von Brigadier A. S. Blackburn; die sogenannte „Blackforce“. Später kamen noch eine amerikanische Feldartillerieeinheit und 450 eiligst als Infanteristen trainierte RAF-Bedienstete dazu. Die Eingreifgruppe war am 28. Februar im Raum Badung einsatzbereit. General Hein ter Poorten versetzte sie aber kurz darauf nach Buitenzorg, damit sie dort die Kautschukplantagen verteidigen sollten. So kamen sie unter das Oberkommando von Generalmajor Wijbrandus Schilling, dem Kommandierenden der Westjava Einheiten.

### Die Seegefechte vor Java
Am 25. Februar gelang es den Zerstörern des Admiral Nishimura eine kleine Einsatzgruppe auf Bawean, einer Insel rund 135 Kilometer nördlich vor Surabaya, zu landen. Sie errichteten dort eine Funkstation. Am selben Tag gegen 11:25 Uhr beorderte Admiral Helfrich alle verfügbaren Kreuzer und Zerstörer zur „Osteingreifflotte“ des Admiral Doorman nach Surabaya. Doorman stach mit drei Kreuzern und sieben Zerstörern noch am gleichen Abend in See, um die bei Bawean gemeldeten japanischen Schiffe abzufangen. Da er diese jedoch nicht entdecken konnte, kehrte die Flotte am nächsten Morgen nach Surabaya zurück. Nachdem zusätzlich der britische Kreuzer Exeter zu den Schiffen gestoßen war, wurde die Flotte in „Verbündete Eingreifflotte“ umbenannt.
Am Folgetag verdichtete sich durch weitere Aufklärungsberichte die Vermutung, dass sich eine japanische Invasionsflotte in der östlichen Javasee auf Süd-Südwestkurs befand. Dass die japanischen Transporter vor Muntok ebenfalls auf dem Weg nach Java waren, ließ sich aber noch nicht bestätigen. Das US-amerikanische U-Boot S-38 beschoss noch am selben Tag die neu errichtete japanische Funkstation auf Bawean.
Um 20:00 Uhr liefen drei Kreuzer von Batavia aus, um die Transporter vor Muntok auszuspähen und auch anzugreifen. Sie kehrten am nächsten Morgen unverrichteter Dinge zurück, da sie die Japaner nicht ausmachen konnten. Nachdem die Kreuzer aufgetankt worden waren, liefen sie am Morgen des 28. Februar durch die Sundastraße nach Ceylon.
Im Osten Javas entwickelte sich derweil die Schlacht in der Javasee, bei der die alliierte Flotte unter Admiral Doorman eine empfindliche Niederlage hinnehmen musste. Doorman selbst kam dabei auf dem Kreuzer De Ruyter ums Leben. Zwei weitere Kreuzer und ein Zerstörer wurden von der japanischen Flotte im Westen Javas versenkt, als diese versuchten über die Sundastraße nach Süden zu entkommen (→ Schlacht in der Sundastraße).

### Japanische Landungen

#### Westjava
Die von der Cam Ranh Bay am 18. Februar ausgelaufenen Transporter für die Invasion Westjavas erreichten am 27. Februar die westliche Javasee. Dort trennten sich die Transporter mit den Einheiten unter Oberst Shōji Toshishige, deren Landungsort Eretan Wetan etwa 125 Kilometer östlich von Batavia lag. Am nächsten Tag um 22:00 Uhr lagen die verbliebenen Transporter bei einer Position nördlich Merak bei St. Nicolaas Point und die für die dortige Landung vorgesehenen Einheiten verließen den Konvoi. Die an Bord befindlichen zwei Infanterieabteilungen unter Generalmajor Yumio Nasu und Oberst Kyusaku Fukushima landeten etwa um 2:00 Uhr am 1. März an den Stränden. Das nahe stationierte KNIL-Infanteriebataillon unter Oberst Harterink wurde von ihnen in kürzester Zeit überwältigt.
Die anderen Transporter liefen etwas weiter östlich in die Bantam Bay, die sie rund 10 Minuten nach der Trennung von den anderen Transportern erreichten. Die Zerstörer Harukaze und Hatakaze liefen mit in die Bucht und ein Deckungsverband aus Kreuzern und Zerstörern patrouillierte vor der Bucht. Um 22:30 Uhr entbrannte das Seegefecht mit den beiden Kreuzern Houston und Perth vor der Bucht, bei dem es den beiden Schiffen gelang auf die Transporter zu feuern, wobei sie aber nur geringfügigen Schaden anrichteten. Im Gefechtsverlauf schoss allerdings der japanische Kreuzer Mogami um 23:27 Uhr sechs Torpedos auf die Houston ab, die alle ihr Ziel verfehlten aber in der Bucht vier eigene Transporter und einen Minensucher versenkten. Ein weiterer Transporter wurde beschädigt. Obwohl auch einige alliierte Kampfflugzeuge für Verwirrung unter den Japanern sorgten, gab es kaum Opfer unter den Soldaten, die bis um 2:00 Uhr am Morgen des 1. März alle an Land gegangen waren. Hierbei handelte es sich um die Abteilung unter Oberst Hanshichi Sato, bestehend aus einem Infanterie- und Panzerregiment, einer Artillerieeinheit und Pionieren.
Unterdessen rückte die Nasu-Abteilung schnell bis zum Fluss Tjoedjoeng vor. Etwa 200 KNIL-Soldaten versuchten, sie dort aufzuhalten, was ihnen aber nur für kurze Zeit gelang. Schon um 7:00 Uhr morgens drang eine Vorhut der Abteilung in die Außenbezirke von Serang ein. Das KNIL-Regiment zog sich weiter zurück und wurde von den Japanern das Flussufer entlang bis Kopo verfolgt. An der Pamarajan Brücke kam es zu einem Kampf mit den Niederländern, kurz bevor die Brücke gesprengt werden sollte. Den Japanern gelang die Einnahme der Brücke und nachdem am Nachmittag die Haupteinheit in Serang eingetroffen war, verließen sie den Ort gegen 21:00 Uhr wieder und rückten über die Pamarajan Brücke bis nach Rangkasbitung vor.
Der Vormarsch der Fukushima- und Sato-Abteilung wurde demgegenüber stark von den gesprengten Brücken über die Flüsse und zerstörten Straßen behindert. Die Fukushima-Abteilung konnte zwar bis Serang vorstoßen, aber die Sato-Abteilung nur bis Bodjanegara. Daher befahl der Kommandant der 2. Japanischen Division Maruyama Masao, alle Kreuzungspunkte über den Tjidoerian-Fluss zu besetzen und die Hauptstreitmacht aller Abteilungen am Ufer des Tjoedjoeng aufzustellen.
Die Transporter der Shoji-Abteilung wurden auf ihrer Fahrt nach Eretan Wetan rund 80 Kilometer vor ihrem Ziel von alliierten Bombern angegriffen, die vom Kalidjati-Flugfeld gestartet waren. Die Attacke fiel allerdings zu harmlos aus, um starke Schäden zu verursachen. Am 1. März um 1:30 Uhr gingen die Transporter vor der Küste vor Anker und die japanischen Infanteristen landeten zwei Stunden später am Strand bei Eretan Wetan, wo ihnen keinerlei Gegenwehr entgegenschlug. Allerdings griffen wiederholt alliierte Kampfflugzeuge die Landungsboote und die gelandeten Einheiten im Tiefflug an. In mehreren Wellen versuchten die Maschinen, die Landungen und die Bildung eines Brückenkopfes zu verhindern. Dabei verursachten sie hohe Verluste unter den Japanern und es kam zu erheblichen Verzögerungen bei der Landung. Erst gegen 6:10 Uhr konnte eine kleinere Kompanie mit Fahrzeugen in Richtung der Flugfelder von Kalidjati und Tjikampek aufbrechen. Nach mehr als vier Stunden Fahrt wurden sie in Kämpfe mit KNIL-Truppen verwickelt, die auf dem Weg waren, um die Brücke bei Pamanukan – einen Kilometer westlich von Soebang – zu sprengen. Eine weitere Einheit verließ den Landungsstrand etwa um 8:00 Uhr und konnte die vorgerückte Kompanie einholen. Mit Unterstützung durch leichte Panzer nahmen sie Soebang ein und erreichten die Flugfelder, die sie mit Mörsern unter Feuer nahmen. Die Alliierten versuchten noch einige Kampfflugzeuge zu starten, doch nur eine Maschine konnte in die Kämpfe eingreifen. Kurz nach Mittag waren die Verteidiger besiegt und die Flugfelder wurden von den Japanern besetzt. Da sie in gutem Zustand waren, verständigten die Eroberer ihr Hauptquartier, damit japanische Flugzeuge sofort dort stationiert werden konnten.
Weitere Truppeneinheiten der Japaner bewegten sich von Eretan Wetan in Richtung Batavia. Auf ihrem Weg bombardierten alliierte Flugzeuge, vom Tjililitan-Flugfeld gestartet, die Japaner, was zu weiteren Verzögerungen des Vormarsches führte. Doch bei Anbruch der Nacht konnten sie ihre Einheiten bei Pamanukan versammeln. Am nächsten Morgen geriet das Flugfeld bei Andir unter heftige japanische Luftangriffe, was die verbliebenen alliierten Flugzeuge zum Abflug nach Australien veranlasste. Am gleichen Tag versuchten KNIL-Einheiten mit Panzern, Soebang zurückzuerobern. Zwar hatten die Niederländer zuerst das Überraschungsmoment auf ihrer Seite, doch da die Panzer ohne Infanterieunterstützung operierten und die Japaner im Tagesverlauf weitere Truppen in Soebang zusammenzogen, gelang die Rückeroberung nicht.

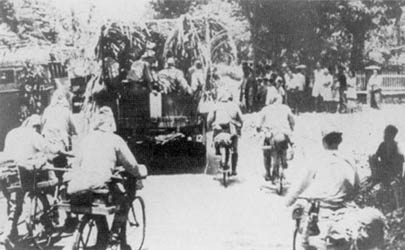
Japanische Einheiten auf Java

Weiter im Westen verfolgten am 2. März Teile der Nasu-Abteilung die Verteidiger bis fast nach Buitenzorg, während die Hauptstreitmacht der Japaner sich im Raum um Rangkasbitung sammelte. Von dort rückten sie südlich bis Buitenzorg weiter und im Laufe der Nacht erreichten sie die Außenbezirke von Djasinga und Tangerang. Nach Entfernung vieler Panzersperren auf den Straßen gelang es der Nasu-Abteilung, die KNIL-Einheiten, die mittlerweile auch britische Unterstützung bekommen hatten, bis hinter Boenar zurückzudrängen. Am nächsten Vormittag standen die Japaner vor Leuwiliang, wo sie die Brücke über den Fluss zerstört vorfanden. Die australischen Truppen der „Blackforce“ hatten sich in Bunkerstellungen auf der Ostseite der Brücke positioniert. Hinter Leuwiliang, etliche Kilometer nördlich und südlich von Tjibatok lagen ebenfalls Einheiten der „Blackforce“.
Zusammen mit niederländischen Truppen sollte die „Blackforce“ Djasinga halten, damit die Südroute nach Bandung offen bliebe. Eine entsprechende Gegenattacke gegen die japanische Flanke dort war für den 2. März geplant, als die niederländische Kommandantur plötzlich die eigenen Einheiten zu einem Angriff gegen die bei Eretan Wetan gelandete japanische Shoji-Abteilung abzog. Bei ihrem Abmarsch sprengten die Niederländer allerdings die Brücke, die über den Fluss in Djasinga führte und verhinderten damit eine effektive Verteidigung der Stadt. Nur eine kleinere Abteilung sollte zurückgelassen werden und der Hauptteil der „Blackforce“ sich nach Leuwiliang begeben, um am nächsten Tag mit der Hauptstreitmacht der Niederländer an einer Gegenattacke teilzunehmen. Dies hätte einen Gewaltmarsch von 200 Kilometer bedeutet, der von einer völlig unvorbereiteten Attacke in vorher nicht ausgekundschaftetem Terrain gefolgt worden wäre. Nachdem der „Blackforce“-Kommandant Brigadier Arthur S. Blackburn heftig gegen den Befehl protestiert hatte, wurde er in der Folge zurückgenommen und die meisten Soldaten der „Blackforce“ kehrten am 2. März nach Leuwiliang zurück.
Als die ersten japanischen leichten Panzer die Stadt erreichten, eröffneten die Verteidiger vom anderen Flussufer das Feuer und eine beträchtliche Anzahl Japaner verloren dabei ihr Leben. Zwar versuchten sie über die Flanke auszuweichen, doch ein australisches Bataillon mit schweren Maschinengewehren drängte sie wieder zurück. Die später eintreffende japanische Infanterie versuchte in der Nacht eine Flussüberquerung, wurde jedoch von den Australiern entdeckt und unter Feuer genommen. Ein kleiner Brückenkopf konnte sich bis zum frühen Morgen halten, dann erschienen jedoch die Hauptkräfte der „Blackforce“ mit Panzern und Artillerie. Die nun beginnende Schlacht um Leuwiliang tobte bis zum Abend des 3. März. Die australische Feldartillerie bemühte sich nach Kräften, die anrückenden japanischen Fahrzeuge auf der westlichen Uferseite auszuschalten, während mittels Maschinengewehrfeuer eine weitere Flussüberquerung durch die Japaner unterbunden wurde. Auf Seiten der „Blackforce“ kamen nur fünf Soldaten ums Leben, während die Japaner eine unbekannte, aber deutlich höhere Verlustquote zu verzeichnen hatten. Eine am 4. März ausgeführte Attacke der Japaner führte aber dann doch zum Überqueren des Flusses. Nur unter schwierigen Umständen gelang es der „Blackforce“, sich bis nach Sukabumi zurückzuziehen.
Die Fukushima-Abteilung hatte am frühen Morgen des 2. März Serdang verlassen und am Nachmittag Pamarajan erreicht. Einige Gruppen marschierten weiter bis nach Madja. Nachdem in der Nacht zum 2. März die Sato-Abteilung die Brücke über den Tjidoerian bei Kopo genommen hatte, gelang ihnen am 3. März die Brückeneinnahme bei Parigi, doch schon bei Balaradja waren ihnen wieder die niederländischen Pioniere mit einer Brückensprengung zuvorgekommen. So blieben die Japaner deutlich hinter ihrem Zeitplan und der Divisionskommandant beorderte die Fukushima-Abteilung und ein Bataillon der Sato-Abteilung zur Straße nach Buitenzorg. Gleichzeitig aktivierte er die Divisionsreserve zur Deckung östlich von Pamarajan.
Im Norden versuchten die KNIL-Truppen mehrfach eine Rückeroberung des Flugfeldes bei Kalidjati, wurden aber immer wieder von den Japanern zurückgeschlagen. Am 3. März attackierte die Shoji-Abteilung die alliierten Einheiten bei Purwakarta und Tjikampek, um die Brücken zwischen Batavia und Bandung zu sichern. Gegen 18:30 Uhr erreichten die Japaner Krawang und die dort stationierten KNIL-Einheiten mussten abrücken.

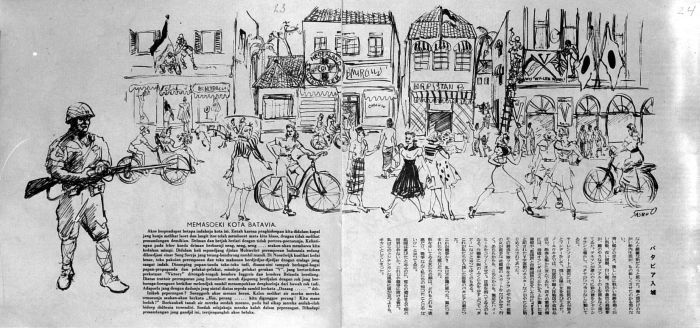
Grafik einer japanischen Vorstellung des Einzugs in Batavia (Tropenmuseum Amsterdam, Niederlande)

Am 4. März fällte Generalleutnant Ter Poorten die Entscheidung alle Truppen von Batavia und Buitenzorg nach Bandung abzuziehen, um die Hauptstadt besser verteidigen zu können. Der „Blackforce“ fiel die Aufgabe zu, die Straße nach Buitenzorg zum Durchzug der Truppen freizuhalten. Dabei kam es wiederholt zu Scharmützeln mit kleineren japanischen Gruppen im Umland. Sehr heftiger Regen erschwerte dabei die Kommunikation auf beiden Seiten, so dass einige Gruppen völlig unabhängige Aktionen starteten und oftmals in gegnerische Hinterhalte gerieten.
Oberst Shōji Toshishige entschloss sich am 5. März alle alliierten Befestigungen nördlich von Bandung zu zerstören, um anschließend seine Truppen für den Vormarsch auf die Stadt zu sammeln. Mit Unterstützung durch die mittlerweile auf dem Kalidjati-Flugfeld stationierte 3. Luftbrigade kämpften sich die Japaner bis zum Nachmittag des 7. März bis Lembang in die nördlichen Außenbezirke von Bandung vor. Von Westen näherten sich die anderen Truppen der 2. Division, so dass Bandung von den Japanern regelrecht in die Zange genommen wurde. Etwa gegen 22:30 Uhr ließ der niederländische Befehlshaber in Bandung, Generalmajor Pesman, ein Waffenstillstandsangebot an Oberst Shoji übermitteln. Shoji traf sich mit Perman am nächsten Morgen in einem Hotel in Bandung, wo sie die Einzelheiten aushandelten. Die Japaner marschierten anschließend ohne weitere Gegenwehr in Bandung ein.
Unterdessen erreichte die Sato-Abteilung die Straße nach Batavia und konnte schnell die Außenbezirke der Stadt einnehmen. Bis zur Abenddämmerung des 5. März ergaben sich die Verteidiger und Batavia war etwa um 21:30 Uhr komplett in japanischer Hand.
In der Nacht auf den 6. März begannen die Japaner in mehreren Wellen den Angriff auf Buitenzorg. Mehr als 3.000 Alliierte hatten aber kurz vorher die Stadt schon in Richtung Bandung verlassen und die Japaner nahmen Buitenzorg gegen 6:00 Uhr am Morgen ein.

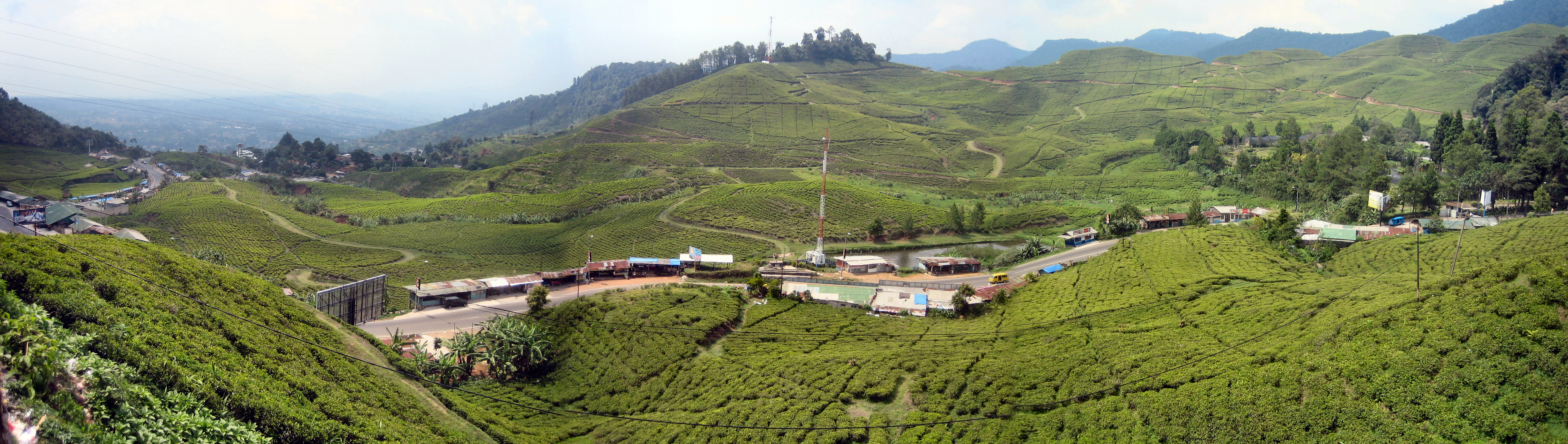
Panorama des Puncak-Pass heute – Blick nach Norden, Richtung Bogor

Gleichzeitig verfolgten Teile der Nasu-Abteilung die Alliierten bis zum Puncak-Pass, während die Haupteinheit den Alliierten mittels der Eisenbahn nachjagte. Am 6. März kam es zu einer Konfrontation bei Tjibadak. Da die Flussbrücken zerstört waren, musste die Verfolgung per Bahn aufgegeben und zu Fuß fortgesetzt werden. Die Japaner erreichten die Vorbezirke von Tjimahi am 8. März.

#### Ostjava
Nach der für die Alliierten folgenschweren, verlustreichen Schlacht in der Javasee gingen die japanischen Transporter um 0:10 Uhr am 1. März bei Kragan vor Anker. Der Oberbefehlshaber der 48. Division, Generalmajor Tsuchihashi Yuitsu, hatte einen Angriffsplan gegen Surabaya ausgearbeitet, der vorsah die Stadt zum einen mit geringeren Kräften aus dem Nordwesten anzugreifen, da er dort die Hauptstreitkräfte der Alliierten vermutete, und zum anderen aus dem Süden mit seinen eigenen Hauptkräften. Letzteres galt nicht nur dem schwächsten Verteidigungspunkt der Stadt, sondern sollte die Alliierten auch am Rückzug hindern. Daher teilte er seine Truppen in zwei Abteilungen ein. Die erste wurde von Oberst Imai Hifumi und die zweite von Generalmajor Abe Koichi angeführt.
Die weiteren Gruppen unter Oberst Tanaka Tohru und Oberstleutnant Kitamura Kuro sollten die Städte Tjepoe und Bodjonegoro einnehmen.
Ebenfalls bei Kragan landete kurz darauf die Sakaguchi Abteilung unter Generalmajor Sakaguchi Shizuo mit dem Ziel, den südlich gelegenen Seehafen Tjilatjap zu erobern.
Generalmajor Tsuchihashi, der schon auf den Philippinen gekämpft und dort die Schwierigkeiten beim Vorrücken ohne schwere Artillerie gesehen hatte, brauchte zum Entladen seiner Geschütze und Munition den Hafen von Rembang. Daher beorderte er die Soldaten unter Oberst Imai zuerst in dieses Gebiet. Schon während der Landungen gerieten die Japaner unter heftiges Abwehrfeuer aus der Luft, das zu schweren Verlusten unter ihnen führte. Trotzdem gelang es ihnen schnell, einen Brückenkopf zu etablieren und bis zum Mittag ins Landesinnere vorzurücken.
Unterdessen hatten sich die Soldaten der Sakaguchi Abteilung bei Blora gesammelt, nachdem zwei Spähtrupps die Lage dort erkundet hatten. Am 2. März gegen 15:00 Uhr verließen sie Blora und erhielten einen Bericht über starke niederländische Truppenkonzentrationen bei Semarang in ihrem Rücken. Eine kleinere Gruppe der Japaner rückte auf Godong zu und rieb die dort stationierte KNIL-Garnison auf. Anschließend übernahm sie die Deckung der rechten Rückseite der Sakaguchi Abteilung.
Die Truppen unter Oberst Tanaka Tohru erreichten am frühen Abend des 2. März die Stadt Tjepoe. Das Ziel dort waren die Ölfelder, deren Zufahrtsbrücken allerdings durch die sich zurückziehenden KNIL-Einheiten schon zerstört worden waren. Als die Japaner schließlich die Ölfelder erreichten, fanden sie auch diese zerstört vor. Daher marschierten die japanischen Soldaten bis zum nächsten Tag zum Ostufer des Brantas, wo sie auf leichte Gegenwehr der Niederländer stießen, die aber schnell überwunden wurde. Auf ihrem weiteren Weg Richtung Surabaya durchbrachen sie bis zum 5. März niederländische Positionen bei Ngawi, Tjaroeban, Ngandjoek, Kertosono, Kediri und Djombang.
Teile der Sakaguchi Abteilung lieferten sich währenddessen Kämpfe mit KNIL-Truppen bei Purwodadi, die hauptsächlich aus einheimischen Soldaten des Sultans von Jogjakarta bestanden. Deren Widerstand konnte schnell gebrochen werden und die Stadt Surakarta wurde eingenommen. Am 5. März fiel auch Jogjakarta an die Sakaguchi Abteilung und die dort unter Oberstleutnant D. van Kempen stationierte KNIL-Garnison von etwa 700 Soldaten ergaben sich nach kurzem Scharmützel den Japanern und wurden entwaffnet.
Viele Brücken, die von den Niederländern zerstört werden sollten, waren so hastig auf die Sprengung vorbereitet worden, dass die Ladungen teilweise nicht explodierten, oder gar nicht mehr gezündet werden konnten. Beispielsweise sank die Brücke bei Kertosono nur etwa einen halben Meter unter die Wasseroberfläche, so dass die Japaner keinerlei Schwierigkeiten hatten sie zu überqueren. Auch bei Porong kam es zu einer Panne, als zwar die Eisenbahnbrücke gesprengt werden konnte, die nahegelegene Straßenbrücke jedoch nicht. Die Japaner konnten daher auf ihren Fahrzeugen und Fahrrädern mit einer solchen Geschwindigkeit auf Surabaya vorrücken, dass die alliierten Einheiten Hals über Kopf den Rückzug antraten.
Nachdem sich die Alliierten aus Batavia zurückgezogen hatten, beraumte General ter Poorten eine Konferenz an, bei der er die äußerst schwierige Lage analysierte und zu dem Schluss kam, dass selbst ein Guerillakrieg gegen die Japaner auf Java unmöglich sein werde. Dies begründete er mit der feindlichen Haltung der einheimischen Bevölkerung gegen die Niederländer und dass auf Grund der sehr schlechten Kommunikationsstruktur die Niederländer nur von ihrem Hauptquartier in Bandung operieren könnten, was aber nicht mehr lange der Fall sein könne. Zudem wies ter Poorten alle Kommandeure an einen eventuell von ihm ausgegebenen Befehl zur Einstellung der Kampfhandlung nicht zu befolgen.
Am 7. März hatten alle japanischen Truppen die von Generalmajor Tsuchihashi Yuitsu vorgesehenen Angriffsstellungen gegen Surabaya erreicht. Die Alliierten hatten sich mittlerweile aus der Stadt zurückgezogen und ihre Einheiten im Lumajang gesammelt. Nur die einheimischen Garden befanden sich noch in Surabaya.
Der japanische Geheimdienst hatte unterdessen Informationen bekommen, dass die Niederländer begonnen hatten, den Fluss im Süden der Stadt mit versenkten alten Booten und anderen Hindernissen aufzustauen. Japanische Soldaten wurden entsandt, um die Hindernisse zu entfernen.
Generalmajor Tsuchihashi befahl bei guten Wettervoraussetzungen am Nachmittag des 8. März die Stadt anzugreifen, doch um 11:00 Uhr sichteten Aufklärungsflugzeuge eine gehisste weiße Fahne an der südlichen Zufahrtsbrücke nach Surabaya. Eine halbe Stunde später war das Divisionshauptquartier der Japaner darüber informiert worden, dass eine niederländische Delegation mit weißer Flagge an der Frontlinie eingetroffen war. Tsuchihashi ließ sie um 15:00 Uhr in das Hauptquartier bringen, wo sie verhört wurden. Unter den Abgesandten befanden sich der Gouverneur Ostjavas, Charles Olke van der Plas, und andere niederländische Offizielle. Da bei den Verhören nicht klar wurde, wer die Truppen in Surabaya befehligte, ließ Tsuchihashi seine Einheiten angreifen und die Stadt besetzen, was bis 18:00 Uhr geschah. Am nächsten Nachmittag ergab sich der Kommandierende der Ostjava-KNIL-Einheiten in Surabaya, Generalmajor Gustav A. Ilgen, den Japanern.

### Das Ende der Kampfhandlungen
Nach dem Fall der Städte Tjilatjap und Bandung am 7. März ließ General ter Poorten am nächsten Tag um 9:00 Uhr über Funk das Ende des Widerstands gegen die Japaner auf ganz Java verkünden. Daraufhin stellten zuerst die Niederländer das Feuer ein und ergaben sich den Japanern. Die Briten, Australier und Amerikaner kämpften noch einen Tag weiter und beschlossen erst am 9. März nach einem wiederholten Aufruf ter Poortens sich den anderen Verteidigern anzuschließen.
General Imamura begab sich am 10. März mit seinem Stab nach Bandung. Zwei Tage später versammelten sich dort die alliierten Befehlshaber und unterzeichneten im Beisein des japanischen Kommandeurs von Bandung, Generalleutnant Masao Maruyama, die formale Kapitulationserklärung. Am selben Tag setzte eine Division der Imperialen Garde von Singapur nach Java über und bis zum 28. März besetzten die japanischen Truppen die komplette Insel, ohne auf nennenswerten Widerstand zu treffen. In die Berge bei Malang geflohene Alliierte wurden mit Hilfe der japanischen Geheimpolizei bis Ende April aufgestöbert und gefangen genommen. An ihnen wurde in der Folge ein Massaker verübt, bei dem sie in enge Bambuskäfige gesperrt und bei sehr hoher Hitze auf Güterwagen an die Küste transportiert wurden. Anschließend warfen die Japaner die Gefangenen in ihren Käfigen in das von Haien wimmelnde Wasser. Generalleutnant Imamura wurde zwar nach dem Krieg vor einem niederländischen Gericht des Verbrechens angeklagt, aber mangels Beweisen freigesprochen. Eine entsprechende Klage vor einem australischen Gericht brachte ihm allerdings zehn Jahre Haft ein.

## Folgen
Mit dem Fall Javas verloren die Niederländer ihre kolonialen Besitzungen in Südostasien. Die Japaner hatten nun nicht nur die sogenannte malaiische Barriere durchbrochen, sondern auch den Zugang zum Indischen Ozean und nach Australien geöffnet. Auch die reichen Bodenschätze, allen voran die Erdöl- und Kautschukvorkommen, konnten nun für die militärische Produktion ausgebeutet werden.
Zusammen mit den Niederländern gingen auch viele alliierte Soldaten in japanische Gefangenschaft. Die meisten von ihnen wurden bei japanischen Bauprojekten, wie der Death Railway in Thailand und Burma, oder der Sumatra-Railway als Arbeiter eingesetzt. Die dort herrschenden Zustände überlebten viele nicht.
Ab dem 10. März bekleidete Generalleutnant Imamura Hitoshi das Amt des Gouverneurs von Java und Madura und war damit die höchste Autorität in den ehemaligen niederländischen Kolonien. Er behielt das Amt bis zum 11. November 1942 und wurde dann Feldmarschall Hisaichi Terauchi in Saigon zugewiesen, der Gouverneur der so genannten südlichen Territorien wurde und direkt dem Hauptquartier in Tokio unterstellt war.